# Игалук
Игалук — лунное божество в мифологии эскимоссов, один из самых могущественных духов пантеона. В Гренландии он известен как Аннинган.

## История
Игалук и его сестра Малина жили вместе в стойбище. В детстве они росли рядом, но, повзрослев, стали жить отдельно в мужской и женской ярангах. Однажды, когда Игалук смотрел на женщин, он решил, что его сестра самая красивая среди них. И ночью, когда все спали, прокрался в женскую ярангу и изнасиловал её. Поскольку было темно, Малина не могла сказать, кто на неё напал; на следующую ночь, когда произошло то же самое, она покрыла свои руки сажей от лампы и вымазала ею лицо Аннингана. Потом она взяла лампу и посмотрела через люк в мужскую ярангу. Поразившись, что насильником оказался Игалук, её родной брат, она наточила свой улу и отсекла себе груди. Она положила их в чашу, принесла её в мужскую ярангу и подала Игалуку, сказав: «Если ты так мной наслаждаешься, съешь их», — и выбежала в дверь, схватив факел. Игалук бросился за ней, тоже схватив факел, и легко нашел её следы по большим лужам крови. Однако споткнулся и выронил факел; пламя почти погасло, осталось только слабое мерцание. В конечном счёте Игалук настиг свою сестру, но они вдвоём бежали так быстро, что вбежали на небо и стали луной и солнцем.